# 1654
1654. је била проста година.

## Догађаји

### Јануар
- 18. јануар — Вођа Запорошких козака хетман Богдан Хмељницки је Перејаславским споразумом признао врховну власт руског цара Алексеја I.